# Teoria de Locard
A teoria de Locard (do inglês, Locard exchange principle, ou Locard's theory) foi postulada pelo cientista forense Edmond Locard.
Locard foi o director do primeiro laboratório forense, localizado em Lyon, França. A teoria exprime que "através do contacto entre dois items, irá haver uma permuta (Thorton, 1997). Basicamente a teoria de Locard, ou o princípio de Locard é aplicável nas cenas do crime, no qual o interveniente (ou intervenientes) da cena do crime entra em contacto com a própria cena onde o crime foi executado, trazendo algo para a cena do crime. Cada contacto deixa o seu rasto.
O princípio da troca de Locard foi também expresso da seguinte forma:
quaisquer que sejam os passos, quaisquer objectos tocados por ele, o que quer que seja que ele deixe, mesmo que inconscientemente, servirá como uma testemunha silenciosa contra ele. Não apenas as suas pegadas ou dedadas, mas o seu cabelo, as fibras das suas calças, os vidros que ele porventura parta, a marca da ferramenta que ele deixe, a tinta que ele arranhe, o sangue ou sémen que deixe. Tudo isto, e muito mais, carrega um testemunho contra ele. Esta prova não se esquece. É distinta da excitação do momento. Não é ausente como as testemunhas humanas são. Constituem, per se, numa evidência factual.

A evidência física não pode estar errada, não pode cometer perjúrio por si própria, não se pode tornar ausente. Cabe aos humanos, procurá-la, estudá-la e compreendê-la, apenas os humanos podem diminuir o seu valor."— Paul Kirk Crime Investigation: Physical Evidence and the Police Laboratory (1953)
Os fragmentos das provas são qualquer tipo de material deixado pelo criminoso (ou tiradas pelo mesmo) a cena do crime, ou o resultado do contacto entre duas superfícies, tais como sapatos e o soalho ou solo.
Quando um crime é cometido, as evidências precisam de ser colectadas da cena. Uma equipe de polícia especializada vai até a cena do crime e selam-no. Gravam as imagens e tiram fotografias da cena do crime, e da vítima (caso haja), e todos os vestigios que constituam uma evidência / prova. Se necessário examinam as armas e balas. Procuram pegadas de sapatos, ou de pneus, examinam veículos e  impressões digitais.
Cada item encontrado é colocado num saco ou contentor esterilizado, etiquetado para análise laboratorial posterior.